# Siruguppa
Siruguppa é uma panchayat (vila) no distrito de Bellary, no estado indiano de Karnataka.

## Geografia
Siruguppa está localizada a 15° 38′ N, 76° 54′ L. Tem uma altitude média de 373 metros (1223 pés).

## Demografia
Segundo o censo de 2001, Siruguppa tinha uma população de 42 862 habitantes. Os indivíduos do sexo masculino constituem 51% da população e os do sexo feminino 49%. Siruguppa tem uma taxa de literacia de 51%, inferior à média nacional de 59,5%: a literacia no sexo masculino é de 60% e no sexo feminino é de 43%. Em Siruguppa, 15% da população está abaixo dos 6 anos de idade.